# Schöningen
Schöningen é uma cidade da Alemanha localizada no distrito de Helmstedt, estado de Baixa Saxônia.